# Harry (jeu télévisé)
Pour les articles homonymes, voir Harry.
 (octobre 2024).
- Si vous ne connaissez pas le sujet, laissez ce bandeau (vous pouvez alors contacter les auteurs).
- Si vous supprimez le contenu mis en cause (vous pouvez préalablement contacter les auteurs),

argumentez précisément cette suppression dans la page de discussion
(un manque de référence n'est pas un argument ; une recherche réelle de référence doit avoir été effectuée, être formellement documentée).
 (juillet 2016).
 (août 2017).
Si vous disposez d'ouvrages ou d'articles de référence ou si vous connaissez des sites web de qualité traitant du thème abordé ici, merci de compléter l'article en donnant les références utiles à sa vérifiabilité et en les liant à la section « Notes et références ».
Harry est un jeu télévisé français diffusé sur France 3 du lundi au vendredi à 16h50, du 12 novembre 2012 au 5 janvier 2018 et présenté par Sébastien Folin.
Harry est le premier jeu créé par Jean-Pierre Attal, un ancien candidat de jeux télévisés. Il a été codéveloppé avec les groupes Newen Studios et BigNose. 
Il repose sur la compétence des candidats à reformer des mots découpés.
Quatre candidats s’affrontent face à Harry, un personnage virtuel qui a la forme d’un smiley et dont le rôle est de découper les mots. Les joueurs doivent remettre les mots découpés dans l'ordre en une série d'anneaux qui se déplacent sur l'écran. Au terme de deux manches et d'une 
demi-finale, un seul participant accède à la finale.

## Histoire
La musique du générique est signée Pierre Marie dit Mam's, Yohann Bourdin, Benjamin Raffaelli et Elisabeth Rosso. La création artistique et l'habillage sont signés Xavier Pujade-Lauraine. Les décors sont réalisés par Franck Fellemann puis Michèle Sarfati (Télédeko).
Depuis le lundi 29 septembre 2014, le jeu évolue dans un nouveau décor, réalisé à l'occasion de la 500e émission.
À partir du lundi 1er juin 2015, Harry bénéficie de nouvelles règles du jeu, plus axées sur la culture générale.
Depuis le 31 août 2015, Harry change encore légèrement ses règles puisque le champion ne joue que la demi-finale et la finale (si demi-finale remportée). De ce fait, il n'y a désormais plus seulement un candidat qui est éliminé à l'issue de la deuxième manche, mais bien deux candidats éliminés alors qu'auparavant parmi ces trois candidats, les deux qui avaient le meilleur score étaient automatiquement qualifiés en demi-finale pour ensuite disputer celle-ci entre eux.
Depuis cette date, il est néanmoins arrivé qu'il n'y ait pas de champion en titre, notamment lors d'émissions spéciales (cf plus bas) durant lesquelles les candidats sont généralement candidats pour une seule émission ; mais aussi lors d'émissions ordinaires et ceci à deux reprises : il s'agit des deux émissions qui ont succédé respectivement l'émission de l’abandon de Florian Pinel et celle de l’abandon de Grégory. Pour ces exceptions, les demi-finalistes étaient tous les deux directement issus de la deuxième manche à la manière des règles antérieures.
À partir de l'émission du 7 août 2017, quelques changements de règle s'opèrent à nouveau. Tout d'abord, la première manche comporte 6 mots à reformer, ce qui donne un nouveau capital de 35 points. De plus, les candidats doivent reformer les mots autour d'un anneau commun.
En outre, le candidat qui atteint la demi-finale bénéficie du droit de revenir à l'émission suivante pour rejouer dès la première manche en tant que challenger avec trois nouveaux candidats. Il peut ainsi retenter de vaincre le champion en lice, à condition d'accéder au préalable à la demi-finale, c'est-à-dire d'éliminer ses 3 adversaires du jour au cours des deux premières manches. Toutefois, le challenger ne peut disputer au maximum que dix demi-finales et, le cas échéant, il est définitivement éliminé à l'issue de sa dixième défaite en demi-finale. Son cadeau de demi-finaliste lui est alors offert seulement au moment de son élimination.

## Diffusion
Harry est diffusé sur France 3 du lundi au vendredi à 16h50. Harry fait partie du bloc jeux quotidiens de la chaîne. Il est diffusé entre Des chiffres et des lettres présenté par Laurent Romejko et Slam présenté par Cyril Féraud.
L’émission est arrêtée le 5 janvier 2018, au profit de Personne n’y avait pensé !, présenté par Cyril Féraud.

## Déroulement du jeu

### Première manche
Les 4 candidats doivent reconstituer 6 mots (nom propre, nom commun, adjectif ou verbe) le plus vite possible. Ils gagnent des points en fonction de leur rapidité à répondre, mais le candidat (ou les candidats) ne répond pas ou recompose mal les anneaux ne remporte aucun point. Le plus rapide gagne 5 points, le deuxième plus rapide 3 points et les deux suivants respectivement 2 et 1 point. 
Ces 6 mots ont un anneau en commun qui est le même pour chaque émission. Les lettres constituant ce mot sont réparties dans 3, 4 ou 5 anneaux disposés dans le désordre, animés de mouvements et apparaissant simultanément à l'exception de l'anneau commun qui apparaît avant. À titre d'exemple, l'anneau comprenant le groupe de lettres "TIC" peut être l'anneau du jour avec les 6 mots à recomposer qui sont : "loustic", "ticket", "fétiche", "opticien", "plastic" et "justicière". En outre, l'animateur annonce en début de manche le nombre de mots de la langue française qui contiennent le groupe de lettre affichées dans l'anneau. 
Après les 10 premières secondes, un indice est communiqué aux quatre candidats (il s'agit d'une définition très brève et souvent sous forme de jeux de mots).
Chaque candidat doit, dans les 20 secondes qui lui sont imparties, donner sa réponse en remettant en ordre les anneaux sur une tablette tactile, et la valider. Au terme des 20 secondes le mot disparaît de l’écran. 
Le temps de réponse de chacun des candidats est enregistré et permet d’établir leur classement, du plus rapide au moins rapide. Des points leur sont attribués en fonction de ce classement : 5 points pour le plus rapide, puis 3 points pour le deuxième candidat, 2 points pour le troisième et 1 point pour le candidat le moins rapide.
Si un candidat donne une mauvaise réponse, ou ne valide pas une réponse dans les 20 secondes, il ne reçoit aucun point.
Pour le 6e mot, une variante est proposée afin de compliquer légèrement la manche entre :
- L’anneau photo : L’un des groupes de lettres est remplacé par une image. Attention, il faut tenir compte de l'orthographe du nom de l'image (accents et cédilles non comptés), et non de sa prononciation. L'image elle-même peut parfois tromper les candidats.

- L’anneau vide : L'un des anneaux est vide de la lettre ou du groupe de lettres correspondant.

- L'anneau inversé (Nouveauté saison 3) : Les lettres du mot à trouver sont inversées dans l'un des anneaux.

Par ailleurs, pour ce sixième mot, les points comptent double (10 points pour le candidat le plus rapide, 6 points pour le 2e candidat, 4 points pour le 3e et enfin 2 points pour le candidat le moins rapide).
À l'issue de cette manche, le candidat avec le score le plus faible quitte définitivement le jeu. En cas d'égalité, des mots supplémentaires sont joués selon la règle traditionnelle jusqu'à ce que l'égalité soit résolue.

#### De 2012 à Juin 2015
Les quatre candidats doivent reconstituer des mots (nom propre, nom commun, adjectif ou verbe) le plus vite possible selon la règle "traditionnelle".
Lors de la saison 1 (novembre 2012-septembre 2013) deux thématiques croisées étaient proposées par l’animateur et jouées ensemble durant la manche.
De la rentrée 2013 à mai 2015, c'est au champion (repéré par son pupitre doré et un trophée en forme de Harry) de choisir entre deux mots thèmes pour cette manche. Tous les mots de la manche seront en lien avec ce thème, autour de différents usages et significations de celui-ci. La série contient 6 mots (5 durant la première saison (2012-2013)) qu’il convient de découvrir. Les trois premiers mots sont généralement plus faciles à trouver que les suivants.
Pour le 6e mot, le processus est le même que pour les 5 premiers mots, mais les dotations ne sont pas les mêmes. Les points comptent double : 10 points pour le candidat le plus rapide, six points pour le 2e candidat, quatre points pour le 3e et deux points pour le candidat le moins rapide. À l’issue de ces six mots, les compteurs de chaque candidat affichent le score de points cumulés par chacun, le candidat qui aura obtenu le score le plus faible est éliminé et quittera définitivement le Jeu. Les trois candidats restant sont qualifiés pour participer à la deuxième manche. En cas d'égalité, un septième et dernier mot est proposé uniquement aux candidats en sursis. Ce sont alors le ou les plus rapides qui passent en deuxième manche.

#### De Juin 2015 à Août 2017
Les 4 candidats doivent reconstituer 5 mots (nom propre, nom commun, adjectif ou verbe) le plus vite possible. Ils gagnent des points en fonction de leur rapidité à répondre.
Pour les 2 premiers mots :
À la demande de l’animateur (une fois qu'il annonce la catégorie sémantique auquel le mot appartient), le premier mot est affiché sur l’écran du plateau. Les lettres constituant ce mot sont réparties dans 3, 4 ou 5 anneaux disposés dans le désordre, animés de mouvements et apparaissant simultanément. Le mot est affiché pour une durée de 20 secondes.
Après les 10 premières secondes, un indice est communiqué aux quatre candidats (il s'agit d'une définition très brève et souvent sous forme de jeux de mot).
Chaque candidat doit, dans les 20 secondes qui lui sont imparties, donner sa réponse en remettant en ordre les anneaux sur une tablette tactile, et la valider. Au terme des 20 secondes le mot disparaît de l’écran. 
Le temps de réponse de chacun des candidats est enregistré et permet d’établir leur classement, du plus rapide au moins rapide. Des points leur sont attribués en fonction de ce classement : 5 points pour le plus rapide, puis 3 points pour le deuxième candidat, 2 points pour le troisième et 1 point pour le candidat le moins rapide.
Si un candidat donne une mauvaise réponse, ou ne valide pas une réponse dans les 20 secondes, il ne reçoit aucun point.
Pour les deux mots suivants :
Pour chacun des mots, une variante est introduite. À chaque émission, deux variantes sont jouées parmi les suivantes :
- L’anneau photo : L’un des groupes de lettres est remplacé par une image. Attention, il faut tenir compte de l'orthographe du nom de l'image (accents et cédilles non comptés), et non de sa prononciation. L'image elle-même peut parfois tromper les candidats.
- L’anneau vide : L'un des anneaux est vide de la lettre ou du groupe de lettres correspondant.
- L'anneau sans voyelle. (Nouveauté saison 2) : Les anneaux ne comportent que les consonnes du mot à trouver.
- L'anneau inversé (Nouveauté saison 3) : Les lettres du mot à trouver sont inversées dans l'un des anneaux.
- L'anneau cache-cache (Nouveauté saison 3) : Harry se déplace d'anneau en anneau pour masquer tour à tour leur contenu. Il convient donc de mémoriser le contenu des anneaux avant qu'ils ne soient cachés.

Il est à noter ici que par rapport à l'ancienne version, l'anneau "intrus" disparaît.
Pour le dernier mot, une variante appelée "anneaux en trop" est jouée.
L'animateur donne une définition précise, puis 6 anneaux sont affichés, mais seuls 3 d'entre eux font partie de la réponse à reconstituer. Au bout de 4 secondes, l'un des anneaux leurre disparaît, puis un deuxième au bout de 8 secondes, puis le troisième au bout de 12 secondes. Pendant les dernières secondes, il ne reste donc que les trois anneaux de la réponse, à remettre dans l'ordre.
Pour ce mot les points sont doublés : 10 pour le candidat le plus rapide, 6 pour le deuxième, 4 pour le troisième, 2 pour le quatrième.
À l'issue de cette manche, le candidat avec le score le plus faible quitte définitivement le jeu. En cas d'égalité, des mots supplémentaires sont joués selon la règle traditionnelle jusqu'à ce que l'égalité soit résolue.

### Deuxième manche
Les compteurs des candidats restants sont remis à zéro. Ils jouent désormais avec cinq mots, selon la règle traditionnelle. L'animateur n'annonce plus de catégorie avant l'affichage des anneaux, mais donne toujours un indice au bout de dix secondes. Pour chaque mot, le candidat le plus rapide à donner une réponse correcte marque 5 points, le deuxième 3 points, le troisième 1 point.
Contrairement à la première manche, les cinq mots à trouver ont un lien entre eux et sont tous autant d'indices pour trouver un nom propre ou un nom commun appelé "mot Harry" ou "mot bonus". Par exemple, les cinq mots à reconstituer peuvent être "Wales', "savoir", "encyclopédie", "internet", "modifier", ces cinq mots étant autant d'indices pour trouver le mot Harry "Wikipédia".
Lors de cette manche, et à n'importe quel moment, les candidats peuvent accéder sur leur tablette à un clavier leur permettant de proposer une solution au mot Harry du jour. Ils n'ont droit qu'à une seule réponse. Le candidat ayant été le plus rapide à donner la bonne réponse reçoit 30 points de bonus, le deuxième 20 points, le troisième 10 points. Les candidats ayant donné une mauvaise réponse ou n'ayant pas répondu après l'affichage du cinquième mot indice ne marquent pas de point bonus.
Ce bonus, à partir du 16 juillet 2015, est passé à 15 points pour le plus rapide, 10 points pour le deuxième et 5 points pour le troisième.
À l'issue de cette manche, le candidat ayant le score le plus faible quitte le jeu. En cas d'égalité, la même règle que lors de la première manche s'applique.
À partir du 31 août 2015, seul le meilleur candidat passe en demi-finale et affronte le champion en titre, qui fait alors son entrée dans l'émission.

#### De 2012 à Juin 2015
Les candidats restants jouaient avec une série de 6 mots affichés les uns après les autres. Pour chaque mot, les lettres ou groupes de lettres étaient séparés et apparaissent dans une série de 3, 4 ou 5 anneaux dans le désordre, animés de mouvements et apparaissant simultanément. Toutefois, cette manche apporte une difficulté supplémentaire au jeu.
L’épreuve proposée durant cette manche change d’une émission à l’autre selon un ordre déterminé chaque semaine :
- L’anneau photo : L’un des groupes de lettres est remplacé par une image. Attention, il faut tenir compte de l'orthographe du nom de l'image (accents et cédilles non comptés), et non de sa prononciation. L'image elle-même peut parfois tromper les candidats.
- L’anneau intrus : Un anneau supplémentaire contenant une lettre ou un groupe de lettres inutiles sera affiché. Il faut alors laisser de côté l'anneau en question tout en trouvant le mot. Parfois, d'autres mots peuvent être formés avec tous ces anneaux, ce qui peut être un piège.
- L’anneau vide : L'un des anneaux est vide de la lettre ou du groupe de lettres correspondant.
- L'anneau sans voyelle. (Nouveauté saison 2) : Les anneaux ne comportent que les consonnes du mot à trouver.
- L'anneau inversé (Nouveauté saison 3) : Les lettres du mot à trouver sont inversées dans l'un des anneaux.
- L'anneau cache-cache (Nouveauté saison 3) : Harry se déplace d'anneau en anneau pour masquer tour à tour leur contenu. Il convient donc de mémoriser le contenu des anneaux avant qu'ils ne soient cachés.

Note : l'anneau photo est systématiquement proposé le mercredi.
Six mots (cinq jusqu'à la rentrée 2013) sont proposés aux candidats. Les trois premiers sont généralement plus faciles que les autres. Cette manche obéit aux mêmes règles que la première, à l'exception près de l'application d'une des contraintes listées ci-dessus.
Le temps de réponse de chaque candidat restant ayant trouvé la bonne réponse est enregistré et permet d’établir sur cette base leur classement, du plus rapide au moins rapide. Des points leur sont attribués en fonction de ce classement : 5 points pour le candidat le plus rapide, puis 3 points pour le deuxième et 1 point pour le candidat le moins rapide.
Si un candidat donne une mauvaise réponse, ou ne valide pas de réponse dans les 20 secondes il ne recevra aucun point.
Pour le 6e mot :
Le processus est le même que pour les 5 premiers mots. Mais les dotations ne sont pas les mêmes : le candidat le plus rapide gagne 10 points, 6 points pour le 2e et enfin 2 points pour le candidat le moins rapide.
À l’issue de ces 6 mots, les compteurs de chaque candidat affichent le score de points cumulés par chacun depuis le début de la manche. Le candidat qui aura obtenu le score le plus faible est éliminé et quittera définitivement le Jeu.
Les deux candidats restant sont qualifiés pour participer à la demi-finale.
En cas d'égalité, un dernier mot est proposé aux candidats concernés. Le ou les plus rapides accèdent à la demi-finale.

### Demi-finale
Les compteurs sont remis à zéro.
Avant l'émission, une série de questions de culture générale est préparée. La réponse à chacune de ces questions est un mot, nom propre ou nom commun. Chacune de ces réponses est découpée en lettres ou groupes de lettres réparties dans un groupe de 4 anneaux.
Au cours de l'émission, l'animateur pose les questions les unes après les autres. Avant l'énoncé de la question (après le 26 janvier 2016), l'un des quatre anneaux du mot-réponse est affiché. Au bout de 4 secondes, un deuxième anneau est affiché, puis un troisième, puis le dernier. Pendant huit secondes, les quatre anneaux sont affichés, pour une durée totale de vingt secondes.
À partir de l'affichage du premier anneau, et jusqu'à la fin des 20 secondes, les deux candidats peuvent appuyer sur le buzzer placé devant eux et proposer oralement une réponse.
Si le candidat donne une bonne réponse dans un délai de 3 secondes, il est crédité d'1 point et l’animateur demande le mot suivant.
Si le candidat donne une mauvaise réponse, il n’a plus le droit de buzzer, c’est l’autre candidat qui pourra répondre à sa convenance dans la limite du temps imparti restant pour atteindre les 20 secondes. S’il donne une bonne réponse, il est crédité d’1 point.
Si aucun des candidats ne donne la bonne réponse, le mot est annulé et la question suivante est proposée. Il est à noter que les questions auxquelles les candidats ne répondent pas ne sont pas diffusées.
Le premier des deux candidats qui atteint le score de 5 points est sélectionné pour la finale et pour l’émission suivante. 
L’autre candidat est éliminé et quitte définitivement le Jeu. Depuis l'été 2014, celui-ci repart avec un lot de consolation.

#### De 2012 à Juin 2015
Le principe général restait le même, mais au lieu de poser une question au candidat, l'animateur donnait simplement un indice amenant au mot à trouver.
À partir de la saison 2 (rentrée 2013), une deuxième version de la demi-finale est mise en place, et tourne avec la version traditionnelle. C'est la demi-finale "mot-clé", qui est signalée en début de manche par un avertissement sonore et visuel de Harry.
Dans cette version, l'indice s'affiche toujours en premier, mais les anneaux s'affichent bien plus rapidement. Toutefois, ils ne forment qu'un mot, qui compose un titre d’œuvre musicale, littéraire ou cinématographique. Le point est accordé au candidat qui donnera la bonne réponse (le titre en entier de l’œuvre recherchée, en tenant strictement compte des articles s'il y en a).

### Finale
Le candidat finaliste se place devant Harry. Il dispose de 80 secondes pour découvrir 10 mots d'affilée dans la liste qui défilera devant ses yeux.
Chaque mot est découpé en lettres ou en groupes de lettres disposées dans des anneaux en mouvement. La difficulté des mots à trouver augmente progressivement au fur et à mesure de l’arrivée des mots, avec un nombre croissant d’anneaux. Il n'y a plus de noms propres à deviner.
Chaque mot est affiché pendant 8 secondes au maximum. En revanche, si le candidat trouve le mot avant ce délai, le mot suivant est affiché. La réponse est donnée oralement par le candidat.
Pour chaque mot trouvé, le candidat monte d’un cran dans l’échelle des gains qui va de 50 € à 2 000 €.
Pour chaque mauvaise réponse ou pour chaque absence de réponse au terme des 8 secondes, le candidat descend d’un cran dans l’échelle des gains.
L'échelle des gains est définie comme suit : 
- 2 000 €
- 1 000 €
- 700 €
- 500 €
- 400 €
- 300 €
- 200 €
- 150 €
- 100 €
- 50 €

S'il parvient au palier des 2 000 €, la finale s'arrête, et le candidat remporte cette somme. S'il n'y parvient pas au terme des 80 secondes, il gagne la somme qu'il a atteinte.
Par ailleurs, il est automatiquement sélectionné pour participer à l’émission suivante. Ses gains sont cumulés d’émission en émission, et sont considérés comme acquis pour chaque émission gagnée.
À partir du 31 août 2015, le candidat victorieux arrive directement en demi-finale, et affronte le candidat qui a remporté la deuxième manche. Avant cela, il arrivait en début d'émission et affrontait trois nouveaux candidats.
L'échelle des gains est définie comme suit pendant les fêtes de Noël, émissions pendant lesquelles ce sont des enfants qui jouent :
- Séjour au ski
- Séjour magique
- Séjour Poitiers
- Ordinateur portable
- Console de jeux
- Télescope
- Tablette
- MP3 tactile
- Roller
- Jeux de société

Pendant les fêtes de Noël, s'il parvient au palier d'un séjour au ski, la finale s'arrête et le candidat remporte ce même séjour.
À noter que dans la finale, ce sont les parents qui jouent.

## Émissions spéciales
- Émissions spéciale Junior : diffusées du 31 décembre 2012 au 4 janvier 2013
- Émission spéciale Animateurs pour les 40 ans de France 3 : diffusée le 8 janvier 2013
  - Invités : Cyril Féraud, Julien Lepers, Laurent Romejko, Arielle Boulin-Prat et Bertrand Renard
- Émission spéciale Plus Belle La Vie : diffusée le 12 février 2013
  - Invités : Nadège Beausson-Diagne, Rebecca Hampton, Alexandre Fabre et Ludovic Baude
- Émission spéciale Saint Valentin : diffusée les 14 février 2013, 2014 et 2017 et 13 février 2015 et 12 février 2016
- Émission spéciale Fête des Grands-Mères : diffusée le 1er mars 2013, 4 mars 2016 et 3 mars 2017
- Émission spéciale journée de la femme : diffusée le 8 mars 2013
- Émission spéciale Saint Patrick : diffusée le 15 mars 2013
- Émission spéciale Francophonie : diffusée le 20 mars 2013
- Émission spéciale Sidaction 1re édition : diffusée le 5 avril 2013
  - Invités : Élodie Gossuin, Samuel Étienne, Jean Roucas et Yvan Le Bolloc'h
- Émission spéciale Fête des Mères : diffusée les 24 mai 2013, 23 mai 2014, 30 mai 2015, 27 mai 2016 et 26 mai 2017
- Émission spéciale Fête des Pères: diffusée le 14 juin 2013, 13 juin 2014, 19 juin 2015, 17 juin 2016 et 12 juin 2017
- Émission spéciale Fête de la Musique : diffusée le 21 juin 2013
- Émission spéciale Pas d'enfants sans vacances : diffusée le 5 juillet 2013
- Émission spéciale 1 an : diffusée le 12 novembre 2013
- Émission spéciale Familles : diffusée du 23 décembre 2013 au 3 janvier 2014
- Émission spéciale Sidaction : diffusée les 4 avril 2014, 27 mars 2015, les 29 mars au 1er avril 2016 et 24 mars 2017
- Émission spéciale Champions (500e) : diffusée le 22 octobre 2014
- Émissions spéciale Enfants : diffusées du 22 décembre 2014 au 2 janvier 2015
- Émissions spéciale Sourds : diffusée le 25 septembre 2015
- Émissions spéciale Anniversaire de 3 ans : diffusée le 12 novembre 2015
  - (Pour cette émission spéciale, Michèle Montesinos, alors détentrice du record de gains au jeu, affronte les 3 champions ou recordmans respectifs des 3 autres jeux diffusés sur la chaîne l'après-midi en semaine, à savoir, Des chiffres et des lettres , Slam et Question pour un champion. Elle est éliminée à l'issue de la demi-finale face à Benjamin, le champion de Slam qui lui accède à la finale.)
- Émissions spéciale 40e anniversaire de Thalassa : diffusée le 20 novembre 2015
  - Georges Pernoud, le présentateur de cette célèbre émission qu'est Thalassa est venu sur le plateau de Harry lors de la demi-finale et y est resté jusqu'à la fin de la finale.
- Émissions spéciale Famille : diffusées du 21 décembre au 25 décembre 2015 et 19 au 30 décembre 2016
- Émissions spéciale Saint-Valentin : diffusée le 12 février 2016
- Émissions spéciale journée Francophone : diffusée le 14 mars 2016
- Émissions spéciale Sidaction : diffusées la semaine du 29 mars au 1er avril 2016
  - Invités : Midi en France (avec la participation de Hélène Gateau, Eglantine Eméyé, Nathalie Schraen-Guirma et Jean-Sébastien Petitdemange), Les Maternelles (avec la participation de Nathalie Le Breton, Elsa Grangier, Monia Kashmire et Joe Hume), Plus belle la vie (avec la participation de Léa François, Marie Drion, Pauline Bression et Bryan Trésor) ainsi que Folin Hebdo (avec la participation de Aline Afanoukoé, Vincent Cespedes, Frédérick Sigrist et Fabrice d'Almeida).
- Émissions spéciale fête de la musique : diffusée le 21 juin 2016
  - Les candidats de cette émission exerçaient une activité en tant que loisir ou en tant que profession en rapport avec la musique ou le chant, excepté l'actuel champion Grégory. Après la finale, l'animateur et les candidats du jour ont formé un orchestre le temps de jouer le morceau Les Champs-Élysées de Joe Dassin. Un des candidats qui exerce le métier de chanteur chantait au micro tandis que l'animateur et les autres candidats jouaient chacun d'un instrument de musique. L'émission s'est terminée avec cette musique à la place du générique habituel.
- Émission spéciale JO : diffusée le 4 août 2016
  - Invités : Claire Vocquier Ficot, Alexandre Boyon, Patrick Montel et Céline Géraud jouent pour une association de handisport qui œuvre pour le paracyclisme.
- Émission diffusée le 13 septembre 2016 : Il ne s'agit pas vraiment d'une émission spéciale dans la mesure où l'émission de ce jour n'est pas à caractère thématique mais plutôt d'un évènement inhabituel qui s'est déroulé à un moment de l'émission :
  - Juste avant la demi-finale, alors que l'animateur parlait de pétanque avec la demi-finaliste et le champion recordman en évoquant le fait que ce dernier était aussi champion de ping-pong et "...aussi champion de pétanque mais à la télé seulement"; Tex apparut subitement sur le plateau sans micro, y créant ainsi un effet de surprise. D'humeur farceuse comme à l'accoutumée, il fit d'abord une bise à la demi-finaliste en affirmant qu'elle sait bien jouer à la pétanque et salua Sébastien Folin d'une embrassade, lequel fit signe qu'avec Grégory (le champion) il avait eu peur. Aussitôt après le passage éclair de Tex, il dit à Grégory sur le registre de la plaisanterie "On va peut-être changer les règles...il va peut-être poser des questions sur votre femme" en faisant allusion à l'émission Les Z'amours.
- Émission spéciale Ligue contre le cancer : diffusée le 13 octobre 2016. Les invités sont tous des comédiens de la série à succès Plus belle la vie diffusée sur France 3.
  - Invités : Élodie Varlet, Stéphanie Pareja, Sylvie Flepp et Jérôme Bertin.
- Émission spéciale 1000e : diffusée le 20 octobre 2016. À l'occasion de la millième de Harry, tous les animateurs des jeux télévisés de l'après-midi de France 3 sont réunis pour cette spéciale.
  - Invités : Cyril Féraud, Samuel Étienne, Laurent Romejko, Arielle Boulin-Prat et Bertrand Renard.
- Émission spéciale Mardi gras : diffusée le 28 février 2017. 
  - L'animateur et les candidats sont déguisés avec des costumes divers et variés. Certains membres du public sont aussi déguisés. À la fin de l'émission, des membres de l'équipe de production viennent sur le plateau avec des déguisements.
- Émission spéciale Pâques : diffusée le 17 avril 2017. 
  - Invités : Thierry Samitier, Sandrine Sarroche, Yves Lecoq et Tex
- Émission spéciale Ligue contre le cancer : diffusée le 26 octobre 2017. avec les 4 anciens champions
- Émission spéciale tournoi des meilleurs joueurs :  diffusée du 1er au 5 janvier 2018

## Grands champions
Ce classement prend en compte les 10 plus grands champions selon leur nombre de participations  :
|    | Candidat | participations | Gains    |
| -- | -------- | -------------- | -------- |
| 1  | Grégory  | 73 (abandon)   | 41 200 € |
| 2  | Florian  | 39 (abandon)   | 25 900 € |
| 3  | Matthieu | 34             | 20 000 € |
| 4  | Cédric   | 32             | 16 950 € |
| 5  | Michèle  | 28             | 24 200 € |
| 6  | Jarno    | 26             | 20 700 € |
| 7  | Éric     | 19             | 15 300 € |
| 8  | Pierre   | 19             | 11 050 € |
| 9  | Yannick  | 16             | 10 350 € |
| 10 | Damien   | 16             | 9 300 €  |

Pour la 500e émission, 4 champions se sont affrontés : Pierre, Florian, Michèle et Eric. Voici les résultats de cette confrontation :
- Pierre Bernard a remporté de justesse la demi-finale contre le recordman de gains, Florian Levy, sur le score de 5-4 et un dérapage de Florian au moment fatidique, sur le mot Dressage. Il avait remporté 11 050 € en 19 participations.
- Florian Levy a chuté sur le 9e et dernier mot de la demi-finale. il avait remporté 25 100 € en 15 participations : il avait donc réussi les 2000 € à 12 reprises (dont 11 consécutives) et avait atteint lors d'autres finales les sommes de 400 € et 700 €. Célèbre scrabbleur, il est également l'auteur de la vidéo YouTube de la cinq centième.
- Michèle Montesinos, ex-recordwoman de l'émission avec 28 participations et un gain de 24 100 €, a été sèchement éliminée lors de la deuxième manche : avec seulement 13 points, elle était bien loin de Pierre et ses 23 points et de Florian aux 26 points.
- Éric Borot, excellent candidat de Slam, professeur de mathématiques, détient au Grand Slam l'ancien record de participations avec 6 victoires et 38 000 € de gains (somme à préciser). Il a perdu dès la première manche, à un seul petit point de Michèle, avec 13 points. Il avait remporté 15 300 € en 19 participations.